# Mohamed Al-Fayed

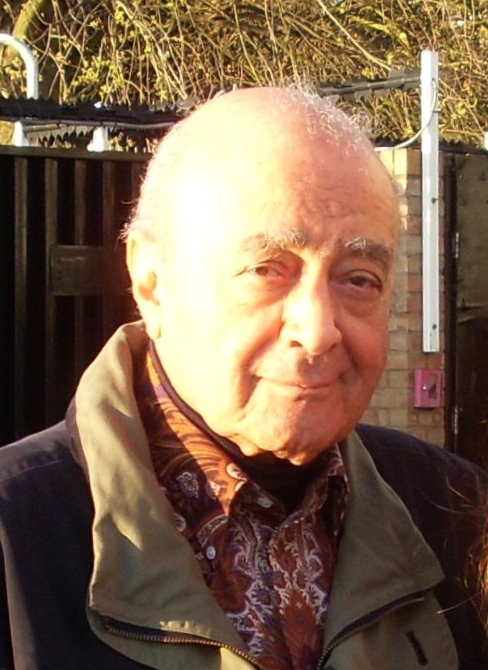
Mohamed Al-Fayed (2011)

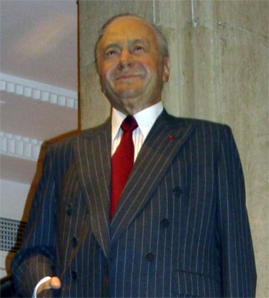
Wachsfigur von Al-Fayed im Londoner Harrods (2010)

Mohamed Al-Fayed (arabisch محمد عبد المنعم فايد, DMG Muḥammad ʿAbd al-Munʿim Fāyad; * 27. Januar 1929 in Alexandria als Mohamed Abdel Moneim Fayed; † 30. August 2023 in London) war ein ägyptischer Unternehmer und Milliardär. Er war unter anderem Eigentümer des Hotels Ritz in Paris, des Kaufhauses Harrods in London und des Londoner Fußballclubs FC Fulham. Al-Fayed war in Großbritannien eine sehr umstrittene Persönlichkeit. Einer seiner Söhne, Dodi Al-Fayed, wurde durch seine Liebesbeziehung zu Diana, Princess of Wales weltweit bekannt.

## Aufstieg
Fayed wurde 1929 – nicht, wie er selbst behauptete, 1933 – in Bakus (باكوس / Bākūs), einem Viertel im Osten Alexandrias, als ältester Sohn eines armen Grundschullehrers geboren. Er arbeitete unter anderem als Coca-Cola-Straßenhändler, Nähmaschinenverkäufer und Lehrer. Zu Vermögen gelangte er, nachdem er Samira Khashoggi, die Schwester des Waffenhändlers und Geschäftsmanns Adnan Khashoggi, geheiratet hatte und deren Bruder ihm eine führende Position in dessen Importunternehmen in Saudi-Arabien verschafft hatte. Aus der Ehe mit Samira stammte sein Sohn Dodi Al-Fayed.
Nachdem Al-Fayed in den Vereinigten Arabischen Emiraten, Haiti und London zahlreiche geschäftliche Kontakte geknüpft hatte, gründete er mit seinen Brüdern Ali und Salah eine Reederei mit Büros in London. Von hier aus nahm Fayed Geschäfte mit dem haitianischen Diktator François „Papa Doc“ Duvalier auf, „eine höchst profitable Beziehung, die in einer Farce endete, als sich ein vermeintliches Erdölgeschäft als Melassegeschäft herausstellte“. 1966 ernannte ihn der Sultan von Brunei, einer der reichsten Männer der Welt, zu seinem Finanzberater. 1979 erwarb er das Luxushotel Ritz in Paris. 1985 heiratete er die ehemalige finnische Schönheitskönigin Heini Wathén; aus dieser Ehe entstammen Omar Fayed und ein weiterer Sohn sowie zwei Töchter.

## Harrods-Kontroverse
1985 erwarb Al-Fayed zusammen mit seinem jüngeren Bruder Ali für 615 Millionen Pfund das renommierte Kaufhaus Harrods in London. Dabei setzten sie sich gegen Tiny Rowland durch (1974 war Al-Fayed für kurze Zeit Mitglied des Aufsichtsrates der Lonrho-Holding gewesen, die Rowland gehörte). Al-Fayed und Rowland stritten sich jahrelang in aller Öffentlichkeit über die Rechtmäßigkeit dieses Geschäfts.
Der Konflikt mündete in einer Untersuchung durch das Handels- und Industrieministerium. Die Untersuchungskommission kam 1990 zu dem Schluss, dass die Fayed-Brüder zu ihrer Herkunft und ihren Vermögensverhältnissen gelogen hatten. Rowlands Verdacht, Al-Fayed habe Gelder des Sultans von Brunei benutzt, um den Kauf zu tätigen, wurden zwar nicht ausdrücklich bestätigt, doch hielt der Bericht fest, dass der neue Besitzer den Betrag von 615 Millionen Pfund nicht aus eigener Kraft hätte aufbringen können. An den Besitzverhältnissen änderte sich gleichwohl nichts, aber Rowland erhob weitere schwere Vorwürfe. So behauptete er, die Fayeds hätten Juwelen im Wert von mehreren Millionen Pfund aus dem Tresor des Kaufhauses gestohlen. Rowland starb 1998, und Al-Fayed beendete den Konflikt mit einer Zahlung unbekannter Höhe an die Witwe.
Während der Auseinandersetzung war Al-Fayed einmal verhaftet worden. Er verklagte die Metropolitan Police wegen unrechtmäßiger Verhaftung, unterlag aber 2002 vor Gericht. Im Mai 2010 verkaufte er das Kaufhaus an die Qatar Holding. Nach Medienberichten betrug der Verkaufspreis 1,5 Mrd. Pfund. Dieser Betrag wurde von Al-Fayed nicht bestätigt.

## Politische Konflikte und Skandale
Seit seiner Wohnsitznahme in England bemühte sich Al-Fayed mehrfach vergeblich darum, die britische Staatsbürgerschaft zu erwerben. Die Innenminister mehrerer Regierungen, sowohl der Labour Party als auch der Conservative Party, lehnten sein Ansinnen ab und begründeten dies jeweils mit Al-Fayeds wenig vorbildlichem Charakter und dessen undurchsichtigen Geschäftsmethoden. Um dennoch sein Ziel zu erreichen, versuchte Al-Fayed sein Image aufzupolieren und spendete nennenswerte Beträge an Kinderkrankenhäuser und Schulen. 1996 versuchte er einen Relaunch des traditionsreichen Satiremagazins Punch, das jedoch 2002 endgültig sein Erscheinen einstellen musste. 1996 erwarb er den Londoner Fußballclub FC Fulham und führte ihn mit Millioneninvestitionen in die Premier League. 2013 verkaufte er den Verein an Shahid Khan.
Als Al-Fayed trotz seiner Bemühungen nicht die britische Staatsbürgerschaft erhielt, verklagte er die Regierung, unterlag jedoch. Grund für die erneute Ablehnung war offenbar seine Verwicklung in „den Skandal Cash for questions“ (wörtlich: Geld für Fragen): Im Oktober 1994 hatte Al-Fayed eine Lobby-Organisation beauftragt, die konservativen Abgeordneten Neil Hamilton und Tim Smith zu bestechen. Sie hätten mit gezielten Fragen im Unterhaus jene Minister schwer belasten sollen, die Al-Fayeds Einbürgerungsgesuch angeblich verhindert hatten.

## Verschwörungstheorien
Al-Fayeds Sohn aus erster Ehe, der Filmproduzent Dodi Al-Fayed, begann im Sommer 1997 eine Liebesbeziehung mit Lady Diana, die 1996 vom britischen Thronfolger, Prinz Charles, geschieden worden war. Dodi und Diana starben am 31. August 1997 bei einem Autounfall auf der Flucht vor Paparazzi in einem Straßentunnel in Paris.
Danach behauptete Mohamed Al-Fayed mehrmals öffentlich, der Tod seines Sohnes und Dianas sei nicht die Folge eines Unfalls gewesen. Vielmehr seien sie Opfer einer weitreichenden Verschwörung, in die unter anderen Prinz Philip und der MI6 verwickelt seien. Gewisse Kreise hätten es nicht ertragen, dass Diana möglicherweise von Dodi schwanger gewesen sei. Al-Fayed behauptete außerdem, er sei das Opfer einer lang andauernden Verleumdungskampagne, die das Ziel habe, ihn mit der Terroristengruppe al-Qaida in Verbindung zu bringen. Diese Aussagen führten dazu, dass das Kaufhaus Harrods den Status des Hoflieferanten verlor.

## Sonstiges
Ab 1974 lebte Fayed dauerhaft in Großbritannien. 2003 verlegte er seinen Wohnsitz von Surrey in die Schweiz und 2005 nach Monaco. 2004 adoptierte er einen langjährigen Freund seines verunglückten Sohnes Dodi, der seither seinen Zunamen trägt, Miqdad Al-Fayed.
Mohammed Al-Fayed starb am 30. August 2023 im Alter von 94 Jahren in London.

## Sexuelle Übergriffe
Seit 2017 wurden Anschuldigungen laut, wonach sich Al-Fayed zahlreiche sexuelle Übergriffe gegenüber weiblichen Angestellten von Harrods habe zuschulden kommen lassen. Anzeigen seien von Harrods und der Polizei unterdrückt worden, betroffene Frauen – darunter eine 15-Jährige – von der Polizei nicht ernst genommen, von der Firma entlassen oder von Al-Fayed mit Geld ruhig gestellt worden. Eine im September 2024, ein Jahr nach Al-Fayeds Tod, veröffentlichte Dokumentation der BBC nahm das Thema erneut auf und berichtete über 20 Frauen, die aussagten, dass sie von Al-Fayed sexuell bedrängt worden seien. Es wurden fünf Vergewaltigungen berichtet. Die Vorfälle hätten sich in der Londoner Wohnung Al-Fayeds ereignet sowie auf Geschäftsreisen in Paris, Saint-Tropez und Abu Dhabi. Die Dunkelziffer der Betroffenen sei wahrscheinlich deutlich höher, bis November 2024 hatten sich mehr als 400 mutmaßliche Opfer und Zeugen bei einer entsprechenden Interessenvereinigung gemeldet. Nach Aussagen von ehemaligen Angestellten habe Al-Fayed regelmäßig einen Rundgang durch die Verkaufsräume des Kaufhauses gemacht und sich dabei junge Verkäuferinnen ausgesucht, die er attraktiv gefunden habe und die dann „befördert“ worden seien, um in seinen Büros in den oberen Stockwerken zu arbeiten. Den Angestellten sei klar gewesen, was passierte, aber sie fühlten sich „völlig machtlos, es zu verhindern“. Al-Fayed habe eine „Kultur der Angst“ befördert, und Überwachungskameras und Abhöreinrichtungen im ganzen Kaufhaus hätten die Angestellten davon abgehalten, sich offen untereinander auszutauschen.
Nach Ausstrahlung der Dokumentation haben sich zahlreiche weitere Frauen gemeldet, die ebenfalls von sexuellen Übergriffen Al-Fayeds berichteten. Bei dem Anwaltsteam, das bislang 37 Frauen vertritt und eine Zivilklage gegen Harrods sowie das Pariser Hotel Ritz vorbereitet, seien mehr als 150 neue Hinweise eingegangen. Zudem wurde bekannt, dass der Polizei bereits 2009 und 2015 Hinweise als sexuellen Missbrauch durch Al-Fayed vorlagen. Der Crown Prosecution Service, die Strafverfolgungsbehörde für England, hatte aber nach sorgsamer Prüfung entschieden, keine Ermittlungen aufzunehmen. 2018, 2021 und 2023 wurden erneut Anschuldigungen gegen Al-Fayed der Polizei gemeldet, aus diesen resultierten aber erneut keine Ermittlungen.
In Reaktion auf die erhobenen Vorwürfe zeigte sich das Management von Harrods „zutiefst erschüttert“ und entschuldigte sich bei den Opfern, die im Stich gelassen worden seien. 2024 zahlte Harrods erste Entschädigungen an die Opfer.